# Wankelmotor
De wankelmotor, genoemd naar zijn constructeur Felix Wankel, is een verbrandingsmotor die niet met cilinders en zuigers werkt, maar met een rotor van bij benadering driehoekige vorm die in een trommel zit (zie diagram). In de open ruimten tussen de zijden van de driehoekige rotor en de trommel wordt een brandstof/luchtmengsel tot ontbranding gebracht, waardoor de rotor een draaiende beweging krijgt. De motor maakt gebruik van het otto-proces net als bij (conventionele) mengselmotoren.

## Voor- en nadelen
Voordelen van de wankelmotor zijn de compacte bouw, de enorme acceleratie en een minimum aan bewegende onderdelen waardoor lage productiekosten mogelijk zijn. Doordat de ontbrandingsenergie meteen in een roterende beweging wordt omgezet, is deze motor zeer trillingsarm. De conventionele verbrandingsmotor zet immers de verbrandingsenergie via een translerende beweging (zuigers) om in een roterende beweging (krukas).
Nadelen van de wankelmotor zijn een hoger olieverbruik, veroorzaakt door de bovensmering van de motor, een vrij hoog brandstofverbruik en snelle slijtage aan de apex-afdichtingen op de punten van de rotor.

## Geschiedenis
De wankelmotor werd voor het eerst gebruikt in Duitse oorlogsvliegtuigen (WW1 en WW2), maar Mazda gaf de motor echt bekendheid. Tot ca. 1970 gaven de afdichtingen tussen de hoeken van de rotor en de trommelwand nog veel problemen (de motoren hebben de neiging op dit punt sterk te slijten). Vanaf ca. 1970 zijn deze problemen grotendeels opgelost en is de wankel net zo betrouwbaar als een 4-takt uit dezelfde periode. Door de ongunstige vorm van de verbrandingskamer is de ontsteking problematisch en gaat relatief veel warmte verloren in de wand van de verbrandingskamer. Zelfs bij de meest geavanceerde versie van de wankelmotor (de 'Renesis' van Mazda uit de RX-8) zijn er problemen. Bij de koude start wordt een hoeveelheid olie in de verbrandingskamers gespoten om slijtage aan de punten van de rotor te verminderen. Door het rijden van veel korte stukjes en herhaaldelijk moeten starten komt er relatief veel olie in de ontsteking, waardoor deze sterk vervuild wordt en zelfs defect raakt.

## Wankelmotoren in auto's
Het automerk NSU introduceerde in 1964 de eerste auto met wankelmotor, de NSU Wankel Spider. NSU verbeterde de motor verder en introduceerde in 1967 de bekendere NSU Ro 80. Het bleek een hele opgave voor een relatief kleine autofabrikant om deze weg te blijven volgen. Aanvankelijk hadden de motoren veel problemen, in combinatie met een garantie van vijf jaar op de motoren zorgde dit ervoor dat het merk in financiële problemen kwam en werd overgenomen door de Volkswagen Group.
Zeer omvangrijk is de bijdrage aan de ontwikkeling van de wankelmotor van het Japanse merk Mazda. In 1967 debuteerde Mazda's wankelmotor in de Cosmo Sport 110S, een lichtgewicht compacte sportwagen. Mazda hanteert zelf overigens de naam "rotatiemotor". Het ontwerp van deze motor stamt uit 1961, maar de ontwikkeling begon eigenlijk al in 1940, bij de verbeteringen die Ralph Miller deed aan de ottomotor. Na de Cosmo Sport bleef Mazda de wankelmotor doorontwikkelen en werden er steeds nieuwe modellen met deze motor op de markt gebracht. Na de Cosmo Sport kwam de R100, de eerste Mazda die naar de Verenigde Staten geëxporteerd werd. Daarna kwam de R130, de RX-2 Capella, de RX-3 Savanna, de RX-4, de Roadpacer, de RX-5 Cosmo AP, de RX-7 en uiteindelijk de huidige RX-8 met de Renesis-motor die enkele prijzen won bij zijn lancering in 2003. In de racerij behaalde Mazda in 1991 met de wankelmotor een zeer opmerkelijk resultaat door met de Mazda 787-55 de 24 uur van Le Mans te winnen.
Mercedes-Benz heeft met de wankelmotor geëxperimenteerd van 1962 tot in het begin van de jaren 70. Ze hebben zowel kleine wankelmotoren gebouwd voor hun sedans, maar ook een tweetal grotere voor een prototype genaamd de Mercedes-Benz C111. In 1969 was dat eerst een model met 3 rotoren, goed voor 280 pk en in 1970 een model met 4 rotoren dat een maximum leverde van meer dan 400 pk. Er is ook een wankelmotor ingebouwd in een Mercedes 350SL, die met 320 pk ruim 120 pk meer leverde dan de standaard 3,5 liter V8, maar toch ook 60 kilo lichter was. Deze auto is cadeau gedaan aan Felix Wankel, hoewel deze nooit in het bezit is geweest van een rijbewijs.
Door de oliecrisis is uiteindelijk nooit een Mercedes met wankelmotor in productie gegaan.
Ook het Franse merk Citroën heeft met de wankelmotor geëxperimenteerd. Met NSU werd hiertoe het samenwerkingsverband Comotor in Luxemburg opgericht. Citroën zocht 500 trouwe klanten die bereid waren om, onder het waakzame oog van de firma en met de waarborg van optimale servicemogelijkheden, 30.000 km of meer per jaar te rijden met de vanaf 1 januari 1970 geproduceerde M35. Het was een prototype afgeleid van het toenmalige model AMI 8, een 2+2 coupé met hydraulische ophanging zoals de Citroën DS, en uitgerust met een wankelmotor van 497,5 cm³, goed voor 49 pk bij een toerental van 5500 toeren per minuut, en een topsnelheid van 144 km/h. Uiteindelijk werden er tussen 1970 en 1971 slechts 267 van geproduceerd.
Daarna waagde Citroën een stapje verder: in 1973 kreeg het wankelexperiment een vervolg met de GS Birotor. De motor beschikte over twee rotors (in feite de verdubbeling van de M35-motor) met een totale inhoud van 995 cm³: deze leverde 107 pk bij 6500 toeren per minuut, goed voor een topsnelheid van 175 km/h. De wankelmotor zorgde wel voor een geruisloze en snelle versie van het populaire GS-model, maar het benzineverbruik was bijzonder hoog, en dat maakte de verkoop (vanaf februari 1974, in volle oliecrisis) zeker niet tot een succes. Omdat Citroën zich realiseerde dat het project geen succes zou kennen, werd de productie van de GS birotor reeds na 847 exemplaren in 1975 stopgezet, zonder dat er een nieuw koetswerk werd ontwikkeld, wat de oorspronkelijke bedoeling was geweest. De exemplaren die in omloop waren zijn voor zover mogelijk teruggehaald. Hierdoor zijn exemplaren van de GS Birotor extreem zeldzaam, en navenant duur.
General Motors ontwikkelde eveneens een wankelmotor maar besloot in september 1974 de introductie voor onbepaalde tijd uit te stellen.
Ook het Oost-Duitse Wartburg experimenteerde met de wankelmotor.
Na de wankelmotor meer dan 30 jaar buiten gebruik te hebben gelaten introduceerde Audi de motor opnieuw in maart 2010 in de Audi A1 e-tron. De wankelmotor (15 kW, cilinderinhoud 254 cc) is niet verbonden met de wielen, maar laadt de accu op van de elektromotor (75 kW) waar de A1 primair op rijdt.

### Mazda
Sinds 1977 is het Japanse Mazda het enige autobedrijf ter wereld dat de wankelmotor (of rotatiemotor) nog toepast voor aandrijving van de wielen. Zo werd in november 2022 een nieuwe versie van de MX, een hybride model, gepresenteerd met een elektromotor waarvan de batterij wordt opgeladen door de benzine-rotatiemotor. Ook werkt Mazda aan een uitvoering van de Mazda3 met wankelmotor.

## Wankelmotoren in motorfietsen
In de motorfietswereld zijn diverse modellen met wankelmotor op de markt gebracht. De bekendste is wellicht de Nederlandse Van Veen OCR 1000, een zware en exclusieve motorfiets die in 1977 op de markt kwam en die gedurende korte tijd en in kleine oplage is gefabriceerd. Er waren al eerder pogingen gedaan om wankelmotoren in motorfietsen te bouwen: de Duitse firma Hercules bracht al in 1974 een motorfiets met wankelmotor op de markt die een doorontwikkeling was van de NSU technologie.
Suzuki bracht in 1975 de Suzuki RE-5 op de markt, die een 500 cc enkel-schijfs wankelmotor bevatte. In 1978 werd de productie alweer gestaakt.
Het Engelse Norton-concern bracht van 1983 tot 1988 een, voor de politie bedoelde, motorfiets met twee-schijfs wankelmotor van 588 cc uit. Iets eerder was er zelfs een racemotor uitgerust met dezelfde motor die korte tijd uitkwam in de 750 cc klasse. Door onduidelijkheid over de bepaling van de juiste cilinderinhoud werd deze motor al snel weer teruggetrokken. Er werd een straatversie op de markt gebracht onder het type nummer Norton Classic P43. De motor leverde een vermogen van 69,9 kW (95 pk) bij 9500 rpm en een maximaal koppel van 77,3 Nm bij 7500 rpm.